# اسکار گاره
اسکار گاره (اسپانیایی: Oscar Garré‎؛ زادهٔ ۹ دسامبر ۱۹۵۶) بازیکن فوتبال پیشین اهل آرژانتین است.

## باشگاهی
از باشگاه‌هایی که در آن بازی کرده‌است می‌توان به اتلتیکو هوراکان اشاره کرد.

## تیم ملی
او همچنین در تیم ملی فوتبال آرژانتین بازی کرده است.